# بیست انگشت
بیست انگشت فیلمی به کارگردانی مانیا اکبری و بازیگری بیژن دانشمند و مانیا اکبری محصول سال ۲۰۰۴ است.